# Petr Helbich
Petr Helbich (* 5. listopadu 1929 Praha) je český lékař, který se věnuje plicním chorobám. Rovněž je známý jako fotograf, člen skupiny Český dřevák.

## Život
Narodil se v lékařské rodině. Absolvoval francouzskou obecnou školu ve Školské ulici a gymnázium na náměstí Jiřího z Lobkovic. Zde maturoval v roce 1948. V letech 1948–1954 vystudoval lékařství na lékařské fakultě Univerzity Karlovy. V letech 1954–1955 pracoval v sanatoriu v Jablunkově, pak nastoupil vojenskou prezenční službu. V letech 1957–1962 pracoval ve fakultní nemocnici v Motole na tuberkulózním oddělení. Od roku 1963 je vědeckým pracovníkem výzkumného ústavu tuberkulózy na Fakultní nemocnici na Bulovce. V roce 1968 obhájil kandidátskou práci a získal titul kandidáta věd. V roce 1991 odešel do penze.

## Dílo
Od dětství žil střídavě v Praze a ve Frenštátu pod Radhoštěm. V roce 1943 se setkal s knihou Rudolfa Jandy Prales v Beskydách. Ta silně ovlivnila jeho první pokusy s fotoaparátem Kodak Retina, který dostal od otce v roce 1946. V době vysokoškolských studií se seznámil s Rudolfem Jandou, kterého doprovázel při fotografování na Slovensku, a s Josefem Sudkem, kterému pomáhal při fotografování v pralese Mionší. S Josefem Sudkem se pak stýkal i v Praze a dostal od něho fotoaparát pro formát 9x12 cm, se kterým fotografoval během svého působení v sanatoriu v Jablunkově. Znovu se k fotografování vrátil koncem 60. let. Pro zhotovování pozitivů od této doby používal už jen kontaktní kopie.
V roce 2003 se připojil ke skupině Český dřevák, kterou v roce 2000 založili fotografové Karel Kuklík, Jan Reich, Jaroslav Beneš a Bohumír Prokůpek.

### Fotografické cykly
- 1946–1948 Frenštát pod Radhoštěm a okolí
- 1948–1955 Krajina
- 1954–1955 Jablunkov (formát 9x12 cm)
- 1968–1970 Stromovka
- 1970–1974 Bulovka (formát 13x18 cm)
- 1970–1984 Dům na nábřeží, Žofín
- 1975–1985 Demolice (Frenštátská)
- 1985–1990 Vlčina u Frenštátu pod Radhoštěm
- 1995–2002 Demolice (Chotěbořská)
- od roku 1998
  - Výkladní skříně
  - Chotěboř
  - Krajina a město
  - Les

## Galerie

Prales
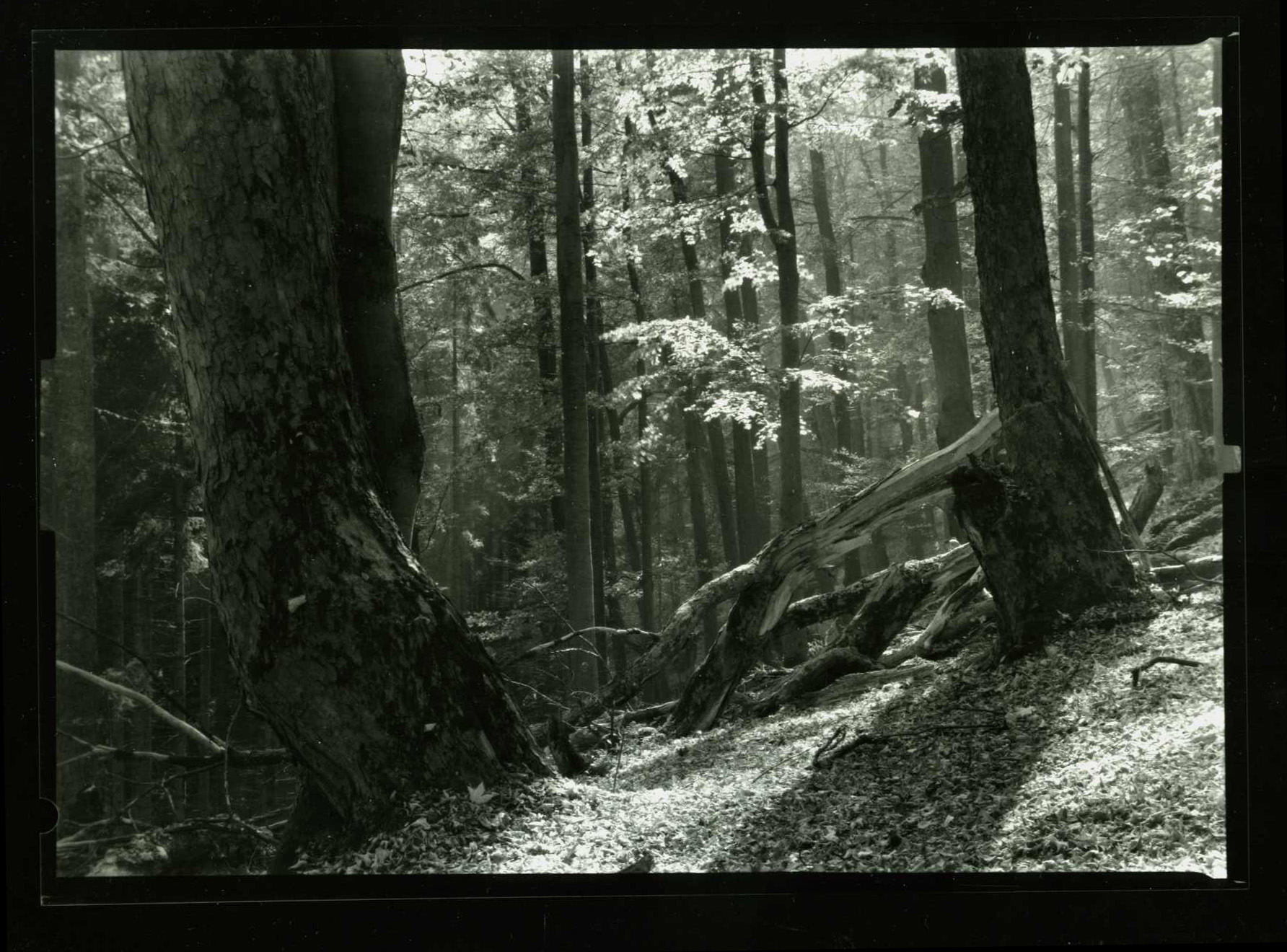
Prales Mionší
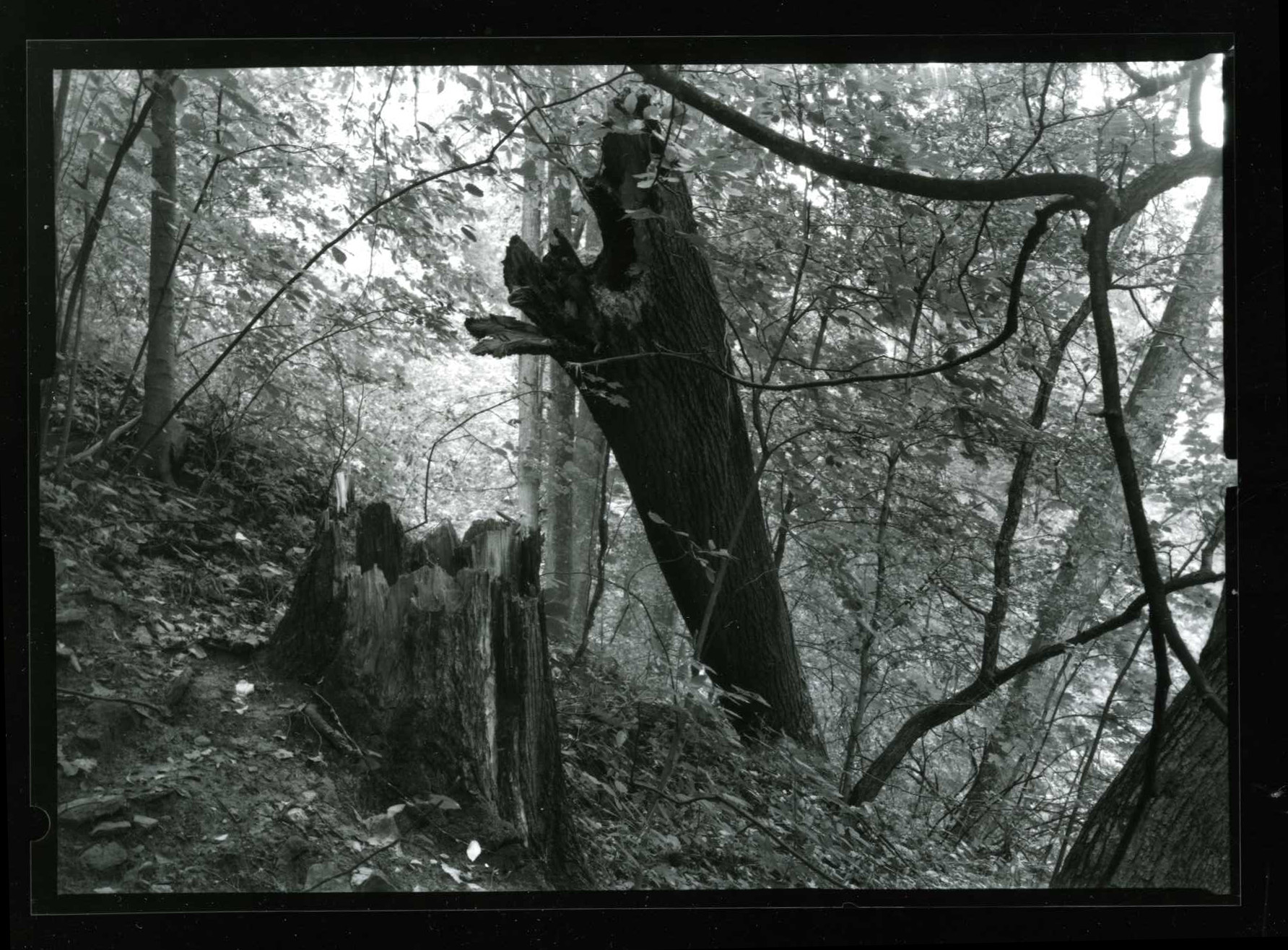
Přírodní rezervace Peliny
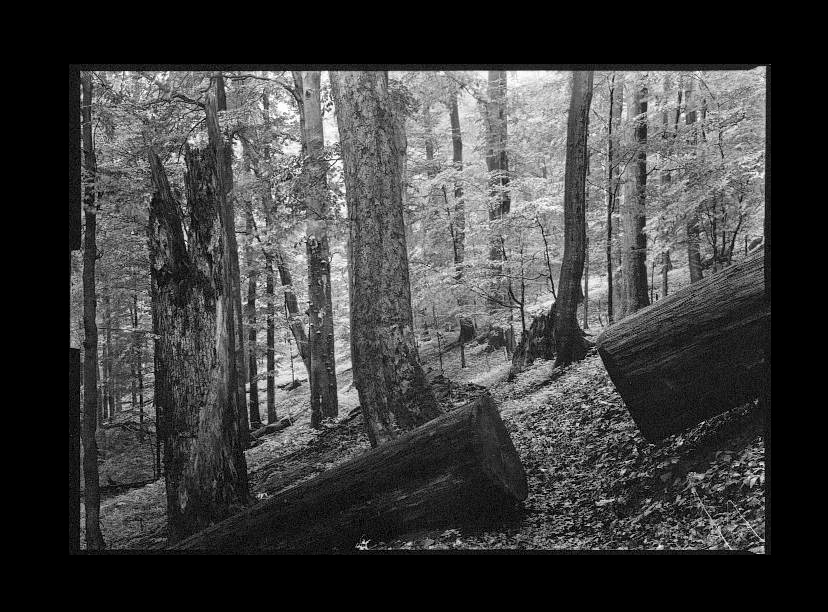
Prales na Mionší, 2000
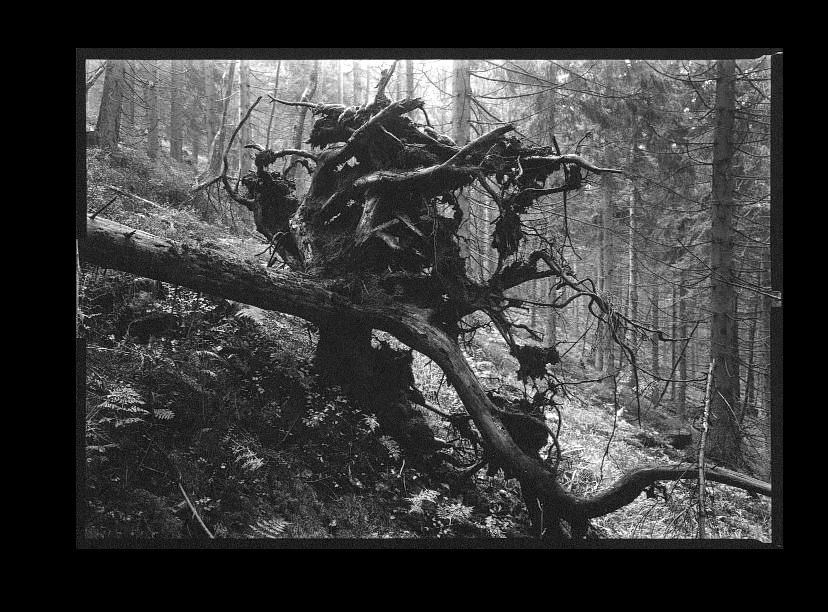
Prales Velký Polom, 2000
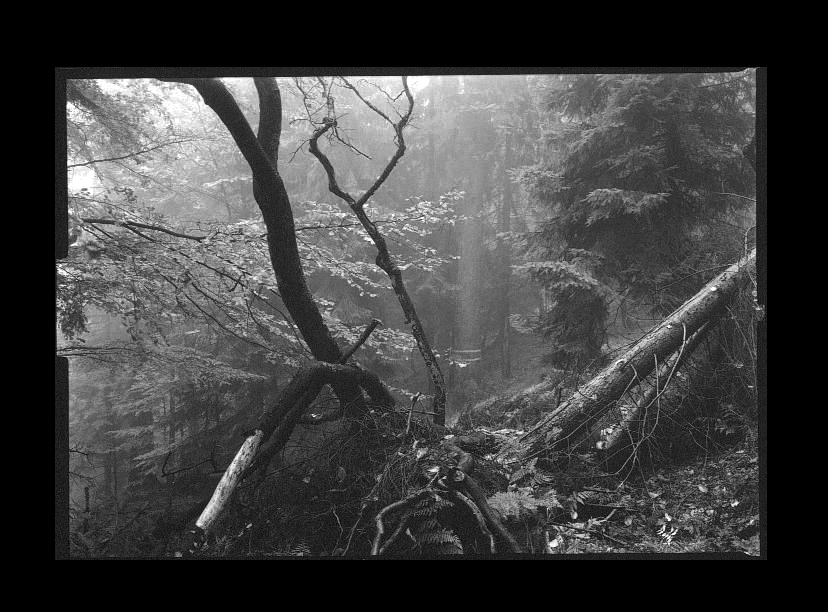
Prales Velký Polom, 2002

Z cyklu Bulovka (1971–1974)
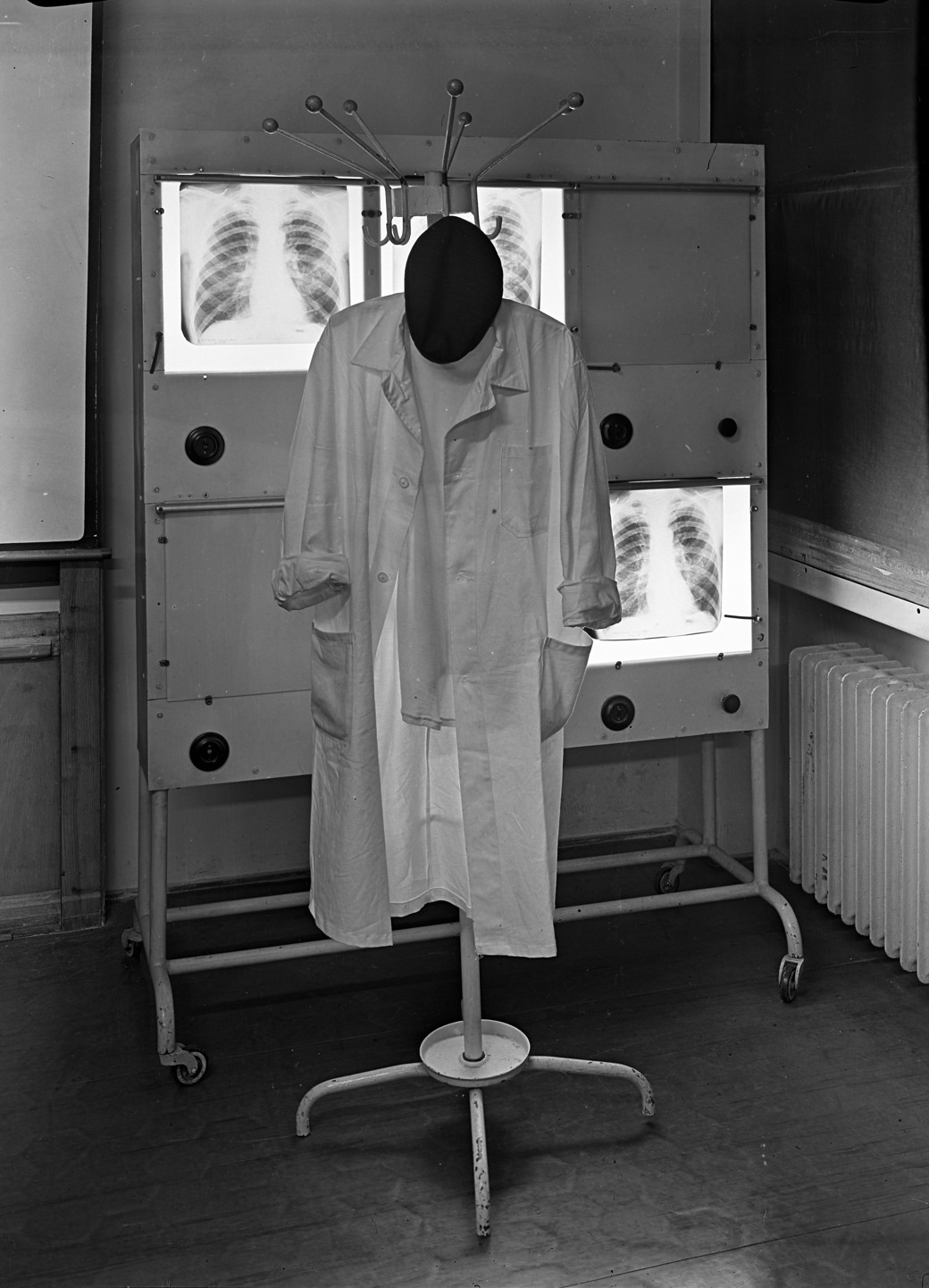
Z cyklu Bulovka
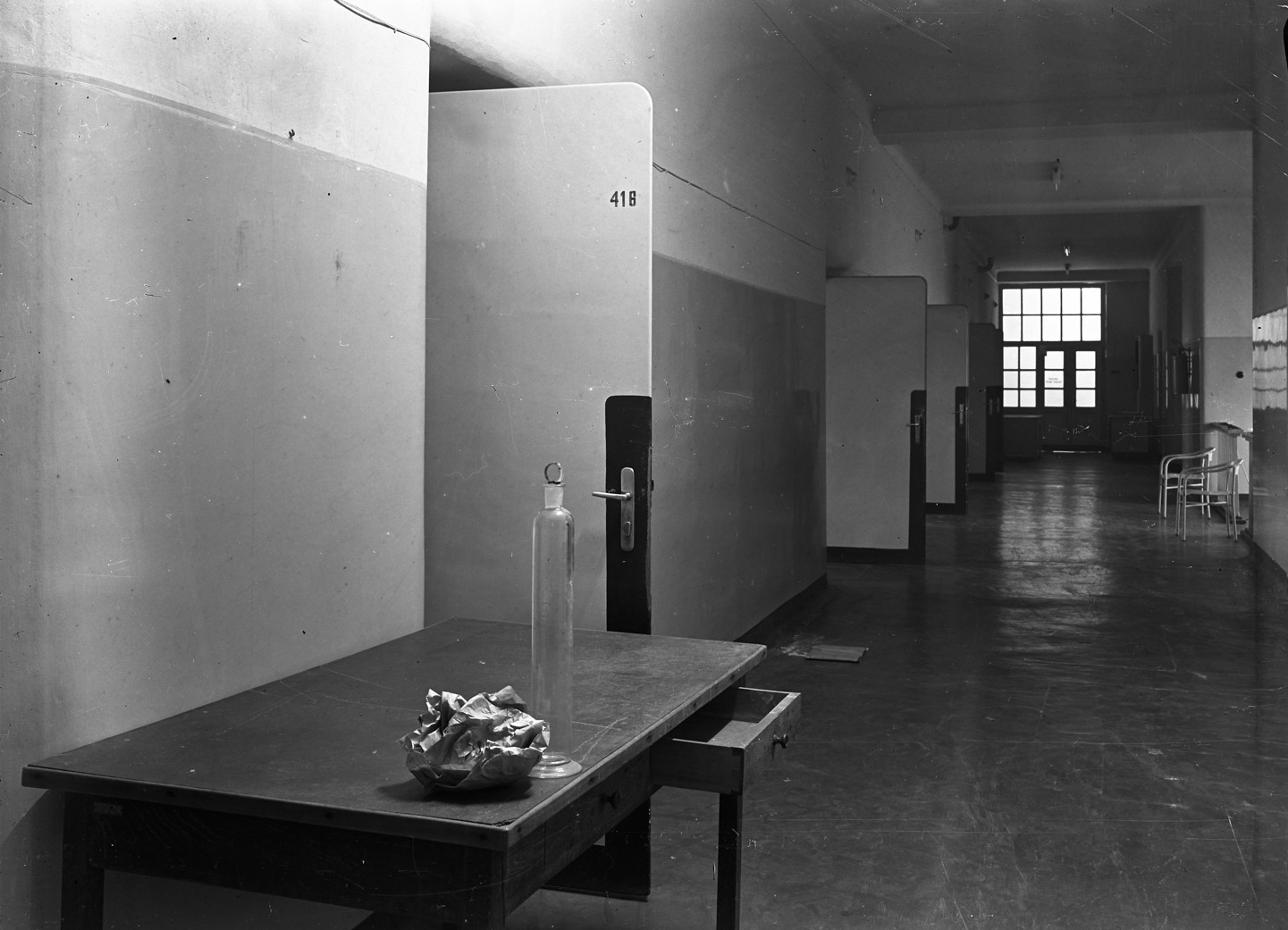
Z cyklu Bulovka
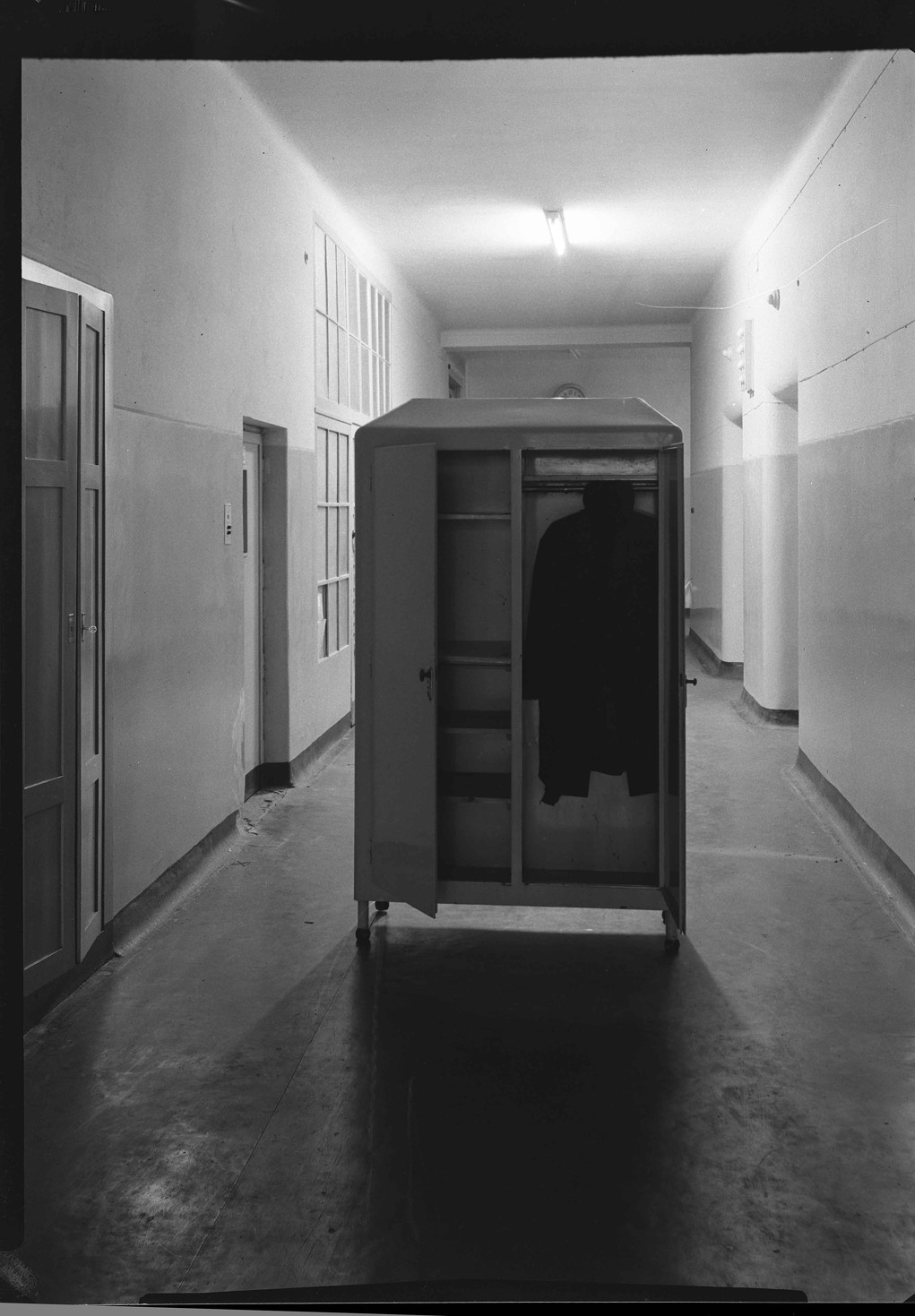
Z cyklu Bulovka
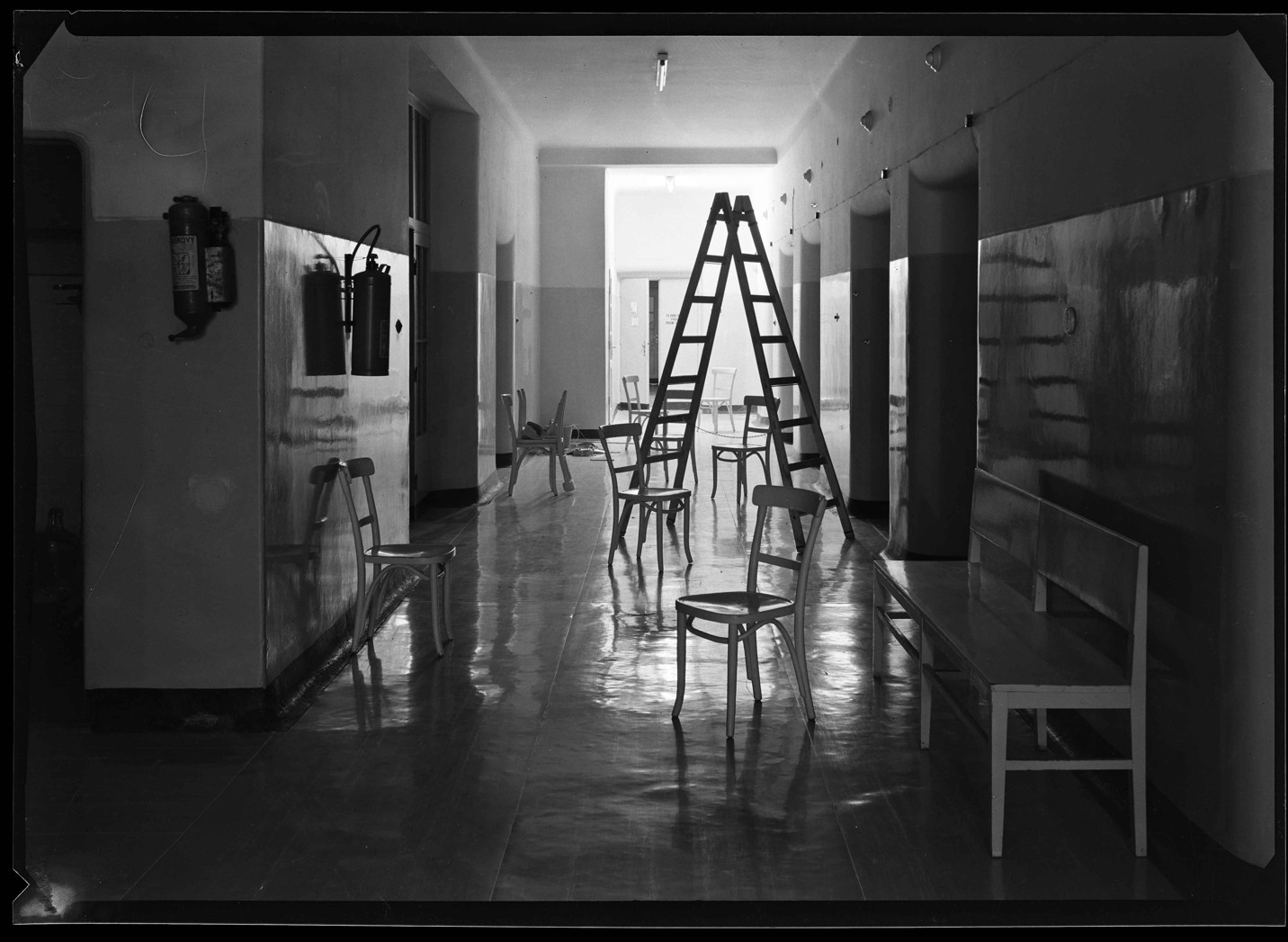
Z cyklu Bulovka
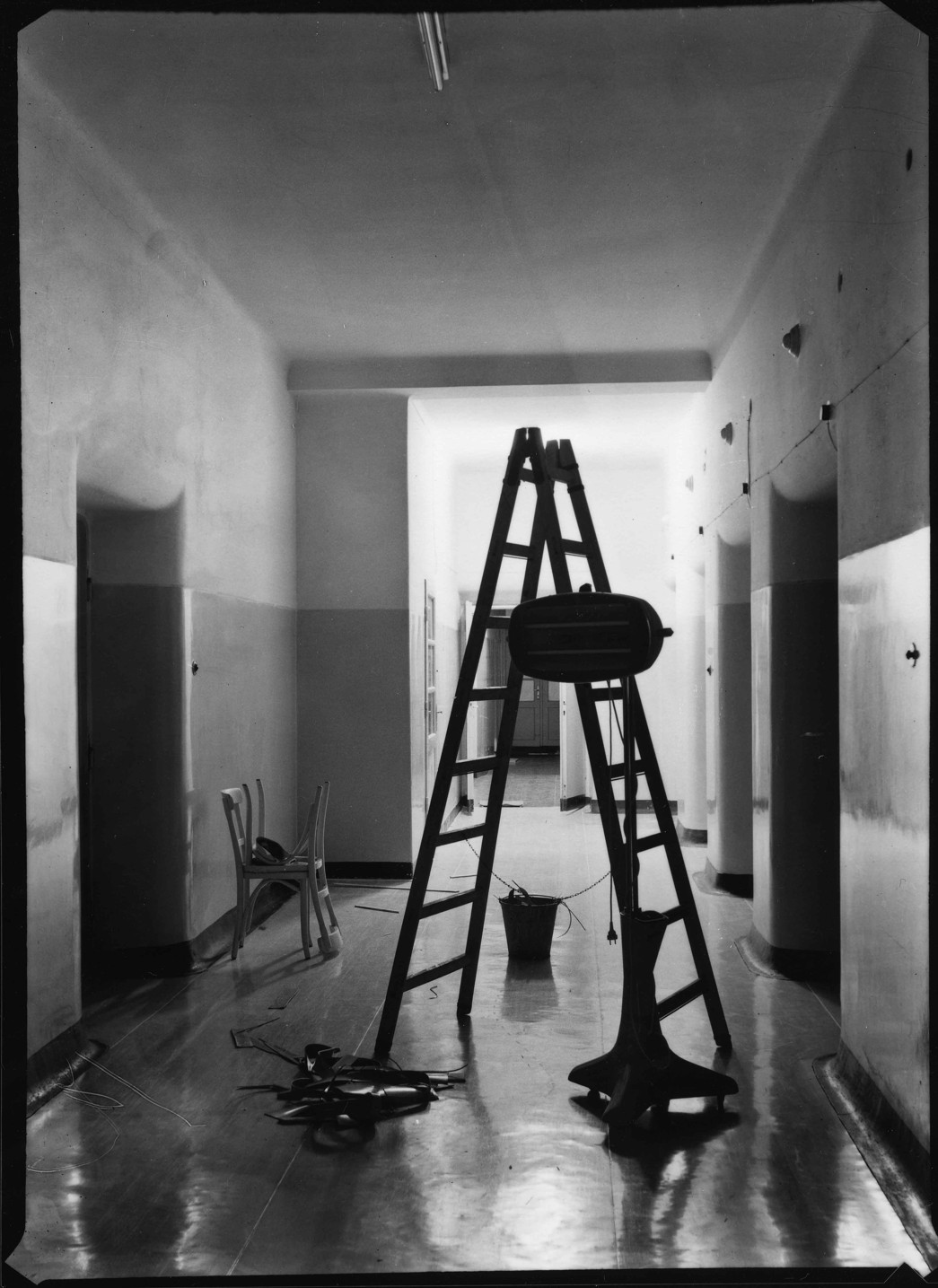
Z cyklu Bulovka

## Výstavy

### Samostatné výstavy
- 1995 Fotografie – Petr Helbich, Městské muzeum, Frenštát pod Radhoštěm (26. leden – 26. únor 1995)[p 1]
- 1996 Petr Helbich, retrospektiva fotografického díla, Galerie Paideia, Praha

### Skupinové výstavy
- 1984 Aspects of Czechoslovak Photography, Thackeray and Robertson Gallery, San Francisco
- 2004 Česká fotografie, Galerie Rudolfinum, Praha, kurátor: Jaroslav Anděl (15. leden – 28. březen 2004)
- 2007 Vzpomínka na Josefa Sudka, Letohrádek Portheimka, Praha 5 (10. září – 7. říjen 2007)

### Výstavy skupiny Český dřevák
- 2003 Český dřevák, Jihomoravské muzeum ve Znojmě (Helbich, Kuklík, Reich, Beneš, Prokůpek, Rasl)
- 2003 účast na veletrhu fotografií Paris Photo v Paříži prostřednictvím Leica Gallery
- 2004 Český dřevák a jeho host Daniela Vokounová, Malá galerie České spořitelny v Kladně (Helbich, Kuklík, Reich, Beneš, Prokůpek, Rasl)
- 2005 Český dřevák a jeho host Richard Homola, Vlastivědné muzeum a galerie v České Lípě (Helbich, Kuklík, Reich, Beneš, Prokůpek, Rasl)
- 2006 Český dřevák, Galerie 4, Cheb (Helbich, Kuklík, Reich, Beneš, Prokůpek, Rasl)
- 2006 Český dřevák, Státní zámek Vranov nad Dyjí (Helbich, Kuklík, Reich, Beneš, Prokůpek, Rasl)
- 2006 Český dřevák, Alšova jihočeská galerie v Hluboké nad Vltavou – Wortnerův dům (Helbich, Kuklík, Reich, Beneš, Prokůpek, Rasl)
- 2007 Český dřevák, Galerie auf der Pawlatsche, Vídeň Rakousko (Helbich, Kuklík, Reich, Beneš, Prokůpek, Rasl)
- 2007 Dwie Tradicje společná výstava s fotografy Vyšegrádu, Galerie Pusta Górnošlanskie Centrum Kultury, Katowice, Polsko.
- 2008 Dvě tradice společná výstava s fotografy Vyšegrádu, Polské kulturní středisko v Praze
- 2008 Český dřevák, Výstavní síň Foma Bohemia, Hradec Králové (Helbich, Kuklík, Reich, Beneš, Prokůpek, Rasl)
- 2009 Český dřevák a jeho host Karel Novotný, Regionální muzeum Mělník, (Helbich, Kuklík, Reich, Beneš, Prokůpek, Rasl)
- 2010 Český Dřevák i jego gość Jakub Byrczek, Galerie Pusta, Katowice Polsko (Helbich, Kuklík, Reich, Beneš, Prokůpek, Rasl)
- 2018 Český dřevák, Rabasova galerie, Rakovník, 8. února – 29. dubna 2018
- 2022 Český dřevák, Ateliér Josefa Sudka, Praha, 8. dubna – 15. května 2022 (Beneš, Helbich, Kuklík, Prokůpek, Rasl, Reich), kurátor: Pavel Vančát[1]

## Publikace

### Medicína
- Atlas pneumologické cytologie, editor D. Havel, autor Petr Helbich a kolektiv, Plzeň : Euroverlag, 2008, ISBN 978-80-7177-007-7

### Fotografie
- Fotografie – Petr Helbich, Městské muzeum, Frenštát pod Radhoštěm, 1995
- Chvály : úvahy a fotografie, text Zdeněk Kirschner, redakce Jiří Klučka, Frenštát pod Radhoštěm : Muzejní a vlastivědná společnost ve Frenštátě pod Radhoštěm - Praha : České centrum fotografie, 2000, ISBN 80-86245-10-1
- Smutná místa, portfolio sedmi černobílých a autorem podepsaných fotografií z let 1998 až 2002, text Petr Helbich, Kopřivnice : Galerie pod Bílou horou – vydáno 20 číslovaných exemplářů
- Petr Helbich : fotografie, text a koncepce Jiří Jaskmanický, Praha : Greisen ve spolupráci s Českým centrem fotografie, 2008, ISBN 978-80-254-2245-8[p 2]
- Fotografovat krajinu, Praha – Kopřivnice : Galerie pod Bílou horou, 2009 – bibliofilie s ilustrační grafikou a původní fotografií – vydáno 30 exemplářů
- Prales Mionší – Virgin Forest Mionší, autoři fotografií: Josef Sudek, Rudolf Janda, Herbert Thiel, Jan Byrtus, Roman Burda, Vladimír Bichler a Petr Helbich, texty Otto Hauck, Jr. a Petr Helbich, Praha : KANT, 2009, ISBN 978-80-86970-91-2
- Fotografie – Petr Helbich, Monografie – výběr nejlepších snímků z celoživotního díla. Rok vydání 2012. Nakladatelství: Fotomaterial.cz ISBN 978-80-904907-1-0
- "Ateliér Fotorenesance" – Karel Koutský – Petr Helbich – Fotografická alba– výběr /s vloženou orig.fotografií/ 2013

### Rozhlas
- Petr Helbich: Chvály a jiné texty, výběr z publikovaných i rukopisných textů k autorovým devadesátinám natočil Český rozhlas, připravila Alena Heroutová, v režii Vlada Ruska četl Josef Somr.[2]